# Distrito de Turčianske Teplice
El distrito de Turčianske Teplice (en eslovaco Okres Turčianske Teplice) es una unidad administrativa (okres) de Eslovaquia Central, situado en la región de Žilina, con 18 866 habitantes (en 2001) y una superficie de 393 km². Su capital es la ciudad de Turčianske Teplice.

## Demografía
| Año        | 1994   | 2004    | 2014    | 2024    |
| ---------- | ------ | ------- | ------- | ------- |
| Población  | 16 951 | 16 710  | 16 204  | 15 646  |
| Diferencia |        | −1,42 % | −3,02 % | −3,44 % |

| Año        | 2023   | 2024    |
| ---------- | ------ | ------- |
| Población  | 15 753 | 15 646  |
| Diferencia |        | −0,67 % |

## Ciudades (población año 2017)
- Turčianske Teplice (capital) 6390

## Municipios
- Abramová 175
- Blažovce 164
- Bodorová 232
- Borcová 147
- Brieštie 132
- Budiš 201
- Čremošné 80
- Dubové 709
- Háj 467
- Horná Štubňa 1615
- Ivančiná 78
- Jasenovo 133
- Jazernica 319
- Kaľamenová 85
- Liešno 55
- Malý Čepčín 539
- Moškovec 67
- Mošovce 1343
- Ondrašová 80
- Rakša 223
- Rudno 199
- Sklené 728
- Slovenské Pravno 939
- Turček 615
- Veľký Čepčín 255